# Grand Prix automobile d'Espagne 1968
GP précédent GP suivant
Le Grand Prix d'Espagne 1968 (XIV° Gran Premio de España), disputé sur le circuit de Jarama le 12 mai 1968, est la cent-soixante-troisième épreuve du championnat du monde de Formule 1 courue depuis 1950 et la deuxième manche du championnat 1968.

## Contexte avant la course

### Le championnat du monde
La saison 1968 est la troisième disputée sous la réglementation trois litres pour les monoplaces à moteur atmosphérique, avec également possibilité d'utilisation de moteurs suralimentés, un coefficient deux étant alors appliqué pour la cylindrée (soit un maximum de 1 500 cm3 en cas d'utilisation d'un compresseur volumétrique ou d'un turbocompresseur). La réglementation s'appuie sur les points suivants :
- pas de cylindrée minimale
- cylindrée maximale : 3 000 cm3 si moteur atmosphérique ou 1 500 cm3 si moteur suralimenté
- poids minimal : 500 kg (à sec)
- roues non carénées
- double circuit de freinage obligatoire
- arceau de sécurité obligatoire (le haut du cerceau devant dépasser le casque du pilote)
- démarreur de bord obligatoire
- carburant commercial obligatoire
- ravitaillement en huile interdit durant la course
- distance minimale d'un Grand Prix : 300 km (à l'exception du GP de Monaco)
- distance maximale d'un Grand Prix : 400 km
- distance minimale pour être classé : 90% de la distance parcourue par le vainqueur

D'autre part, la Commission Sportive Internationale (CSI) autorise désormais l'apparition de publicité extra-sportive sur les voitures de course, aussi des annonceurs autres que les habituels pétroliers ou manufacturiers pourront-ils figurer sur les carrosseries.
Net vainqueur de l'épreuve inaugurale, en Afrique du Sud, et restant sur une série de trois victoires consécutives, Jim Clark était le grand favori du championnat du monde 1968. Mais le 7 avril, le pilote écossais, qui venait de remporter le championnat de Formule Tasmane 1968, a été victime d'une sortie de route fatale lors d'une course de Formule 2 disputée sur le circuit d'Hockenheim. Sa disparition a bouleversé l'univers du sport automobile, Clark étant généralement considéré comme le plus grand champion de son époque. Déjà très touché par la perte de son champion, le Team Lotus vient de subir un deuxième coup du sort : appelé en remplacement de Clark pour piloter la Lotus 56 aux 500 miles d'Indianapolis, Mike Spence a perdu le contrôle de sa monoplace lors d'une séance d'entraînement et n'a pas survécu à ses blessures, causées par une roue arrachée ayant heurté son casque. C'est donc dans une ambiance particulièrement morose que la deuxième manche du championnat va se dérouler.

### Le circuit

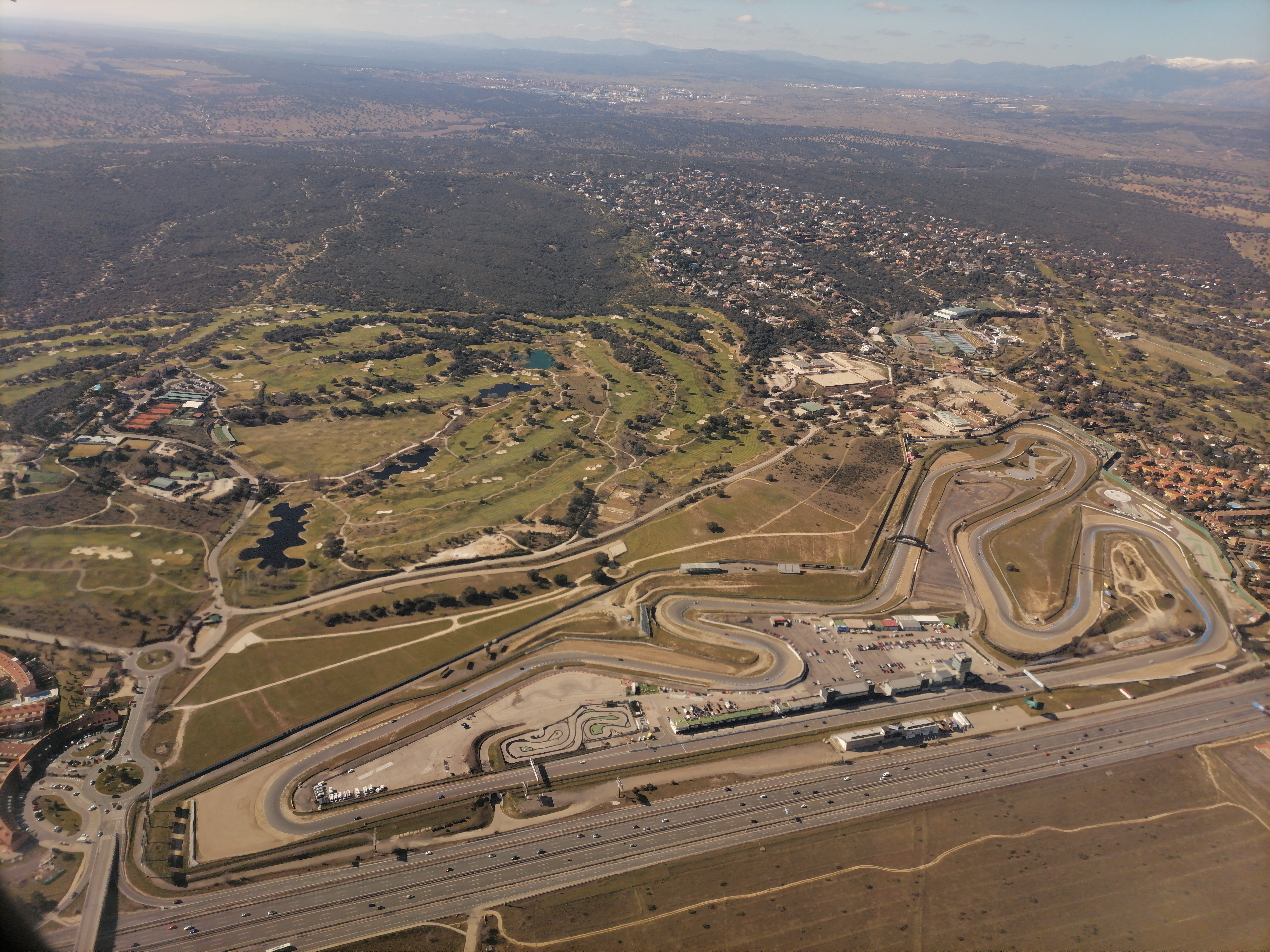
Le circuit de Jarama, au nord de Madrid.

Dessiné par John Hugenholtz, également concepteur du circuit de Zandvoort, le Circuit de Jarama est situé à vingt-cinq kilomètres au nord de Madrid. Il fut inauguré en juillet 1967 à l'occasion du 
Ier Grand Prix de Madrid, une course de Formule 2 remportée par la Lotus 48 de Jim Clark. Son tracé très tortueux et l'absence de longue ligne droite (la plus longue, passant devant les stands, ne mesurant que 800 mètres) favorise l'agilité et les qualités de tenue de route des monoplaces plutôt que la puissance pure. Lors du Grand Prix d'Espagne, en novembre, les F1 ne s'étaient pas montrées beaucoup plus rapides que les F2, Clark l'emportant de nouveau à 134,4 km/h de moyenne. Il avait alors établi un nouveau record officiel de la piste (à 138 km/h), toutefois battu récemment par la Matra F2 de Jean-Pierre Beltoise, auteur d'un tour à 138,9 km/h de moyenne lors du IIe Grand Prix de Madrid. À la demande du GPDA, qui envisageait de boycotter le Grand Prix si ses directives n'étaient pas suivies, des modifications visant à améliorer la sécurité du circuit viennent d'être effectuées : pose de bordures empêchant de mordre sur les bas-côtés, pose de rails de sécurité et de doubles filets de protection à l'extérieur des virages. La largeur de piste utilisable s'en trouve réduite, rendant le circuit plus lent. Les aménagements ayant été achevés seulement quelques jours avant la course, la tenue de l'épreuve est restée longtemps incertaine et certains concurrents (Brabham Racing Organisation, Joakim Bonnier, Bernard White) furent pris de cours lorsque la date fut confirmée.

## Monoplaces en lice
- Brabham BT24 & BT26 "Usine"

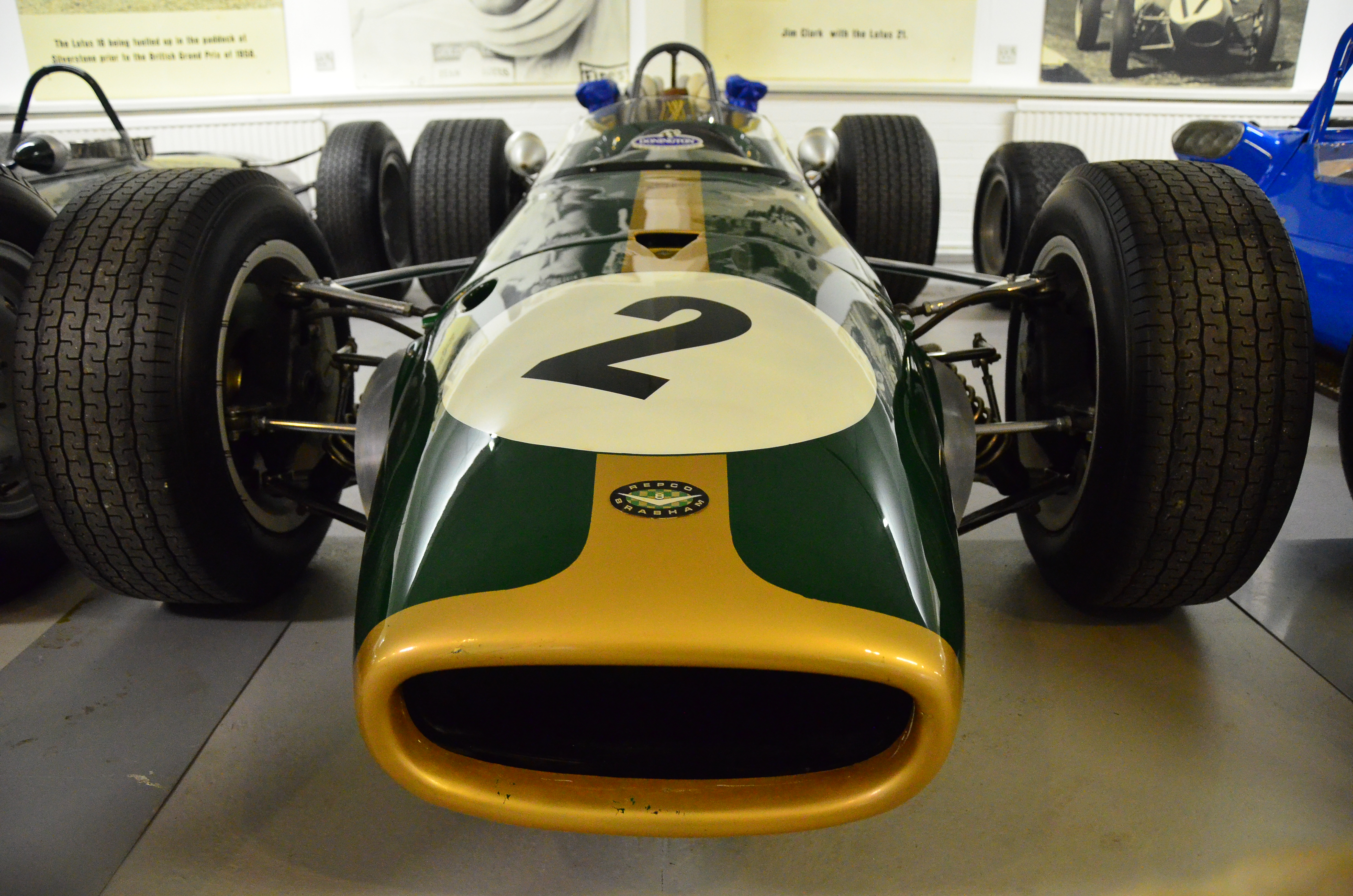
La Brabham BT24, à moteur V8 Repco.

La tenue du Grand Prix d'Espagne étant restée longtemps incertaine, le pilote-constructeur Jack Brabham a privilégié la préparation des voitures d'Indianapolis, au détriment de celui de sa nouvelle BT26, dont un seul exemplaire a été achevé, Jochen Rindt disposant du dernier châssis BT24 construit, avec l'ancien V8 Repco d'origine Oldsmobile, à simples arbres à cames en tête. Alimenté par un système d'injection mécanique Lucas, il développe près de 340 chevaux à 8000 tr/min. Dotée comme la BT24 d'une structure multitubulaire, la BT26 est renforcé par des panneaux d'aluminium de part et d'autre du cockpit. Elle est équipée du tout nouveau moteur V8 Repco, à doubles arbres à cames en tête et quatre soupapes par cylindres, d'une puissance de 400 chevaux à 8500 tr/min. La BT26 pèse 530 kg à vide, contre 510 pour la BT24. Sur les deux voitures la transmission est assurée par une boîte de vitesses Hewland FG400 à cinq rapports. Les Brabham utilisent des pneus Goodyear.
- Lotus 49 & 49B "Usine"

Faisant partie de l'écurie de Formule 2 du Team Lotus, Jackie Oliver est appelé à remplacer Jim Clark mais n'a cependant pas été engagé pour l'épreuve espagnole. Seul Graham Hill est présent, disposant de la première Lotus 49 construite. Monoplace à structure monocoque et à moteur porteur, la 49 ne pèse que 500 kg. Développé en partenariat avec Ford, son V8 Cosworth DFV possède une distribution à deux doubles arbres à cames en tête et quatre soupapes par cylindre. Il est alimenté par injection indirecte Lucas et développe désormais 415 chevaux à 9200 tr/min. La transmission est assurée par une boîte cinq vitesses ZF. L'équipe a également amené une 49B, évolution de la précédente 49, bénéficiant d'une meilleure répartition des masses et d'un empattement allongé mais cette voiture n'a encore jamais tourné et Colin Chapman décidera de ne pas l'utiliser à Jarama. Les Lotus sont chaussées de pneus Firestone.
- Lotus 49 privée

L'équipe de Rob Walker a racheté en début d'année la Lotus 49 avec laquelle Jim Clark s'est imposé en Afrique du Sud mais cette voiture a été peu après détruite dans l'incendie ayant ravagé son atelier. Un autre exemplaire a été commandé à l'usine mais en attendant l'écurie britannique loue pour son pilote Joseph Siffert la Lotus 49 utilisée par Clark la saison précédente. Siffert utilise des pneus Firestone.
- Cooper T86B "Usine"

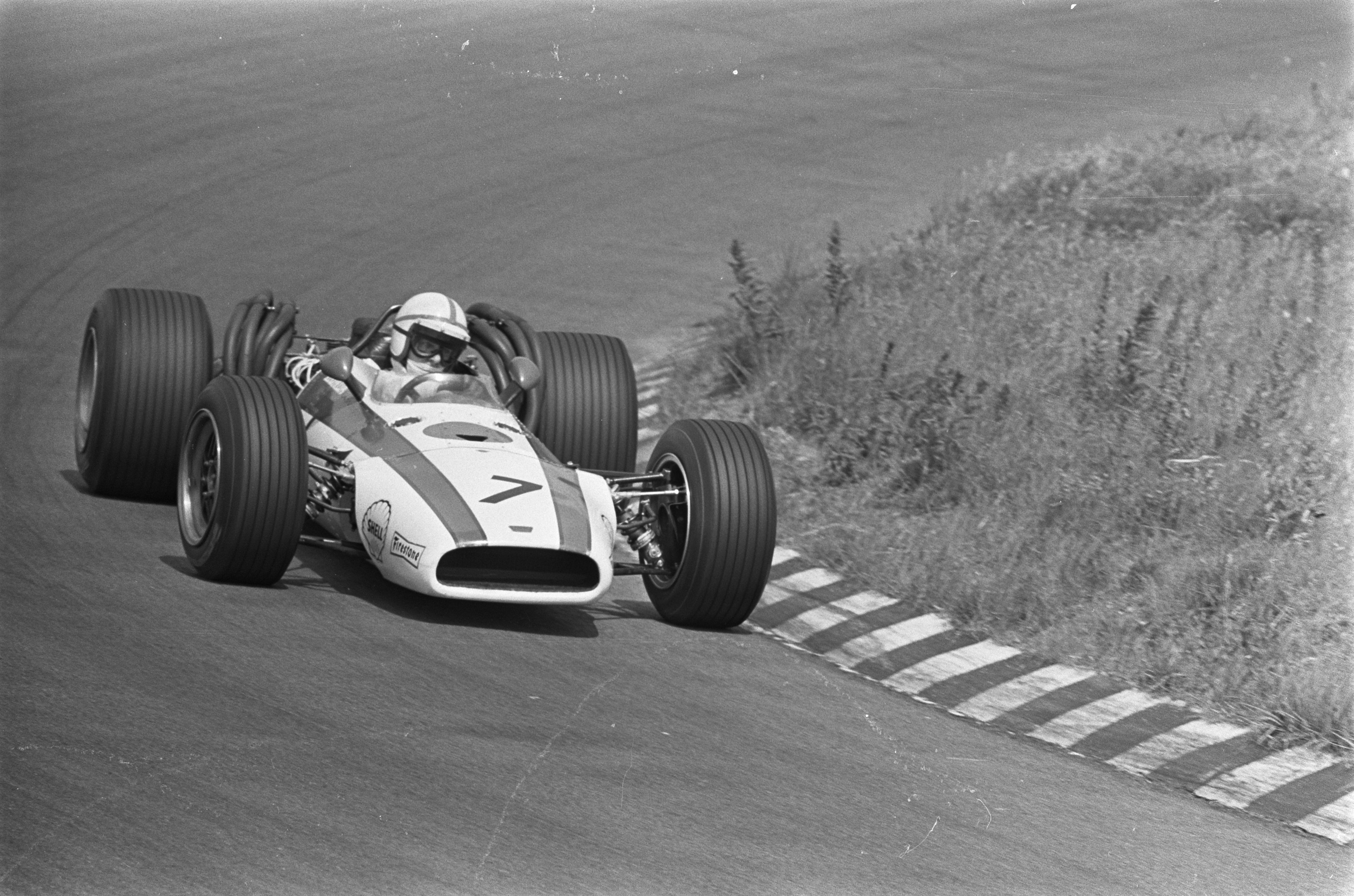
La nouvelle Honda RA301 fera sa première sortie à Jarama.

Les accords commerciaux entre Cooper et British Motor Holding ont contrarié le projet, pour le constructeur de Surbiton, de disposer du moteur V8 Ford-Cosworth pour l'année 1968. Déçu, Roy Salvadori a démissionné et c'est John Cooper a repris la direction sportive de l'équipe, qui a désormais BRM comme motoriste. Évolution de la T86 de la saison précédente, la T86B (initialement dessinée par Terry White mais donc la construction a été réalisée sous la direction de Tony Robinson) possède une structure monocoque en caissons. Son V12 BRM ne bénéficie pas des derniers développements réalisés à Bourne, sa puissance étant limitée à 370 chevaux, la voiture pesant 545 kg à vide. Ludovico Scarfiotti et Brian Redman pilotent deux modèles identiques, avec boîte «cinq» Hewland et pneus Firestone.
- Honda RA301 "Usine"

Abaissée et allégée par rapport à la précédente RA300, la nouvelle RA301 reste, avec 560 kg à vide, parmi les plus lourdes F1 du plateau. Son moteur V12 à 90°, à doubles arbres à cames en tête et 48 soupapes, fournit 415 chevaux. John Surtees dispose de l'unique modèle de ce type, alors qu'une monoplace révolutionnaire, beaucoup plus légère, est en cours de réalisation. Honda a opté pour les pneus Firestone.
- Ferrari 312/67 & 312/68 "Usine"

Chris Amon et Jacky Ickx auront les mêmes voitures que lors du dernier International Trophy, une 312/67 pour le premier et une version allégée 312/68 pour le second. Ayant détruit sa voiture lors de la Course des Champions (à Brands Hatch), Andrea de Adamich n'est pas présent. Amon aurait dû disposer de la deuxième 312/68 construite, mais elle vient tout juste d'être terminée et n'a pu être acheminée en même temps que les deux autres. Les différences entre ces voitures à structure monocoque sont minimes : le modèle 68 a son moteur implanté un peu moins haut que le modèle 67 et bénéficie donc d'un centre de gravité abaissé. Il est également plus léger (505 kg à vide contre 510). Alimenté par injection indirecte Lucas et doté d'une distribution à doubles arbres à cames en tête et 48 soupapes, le V12 développe 410 chevaux à 10800 tr/min. La boîte de vitesses est à cinq rapports. Les Ferrari utilisent des pneus Firestone.
- BRM P126 & P133 "Usine"

BRM avait amené trois voitures, une P126 pour Mike Spence dont la disparition toute récente a durement touché l'équipe et deux P133, qui seront à disposition de Pedro Rodríguez. Évolution de la P126 initialement conçue pour la série Tasmane, la P133, également à structure monocoque, a des suspensions renforcées et des freins arrière «inboard». Le V12 développe maintenant 400 chevaux. Équipées d'une boîte «cinq» Hewland DG300, les BRM pèsent 565 kg à vide et sont chaussées de pneus Goodyear.
- BRM P126 & P261 privées

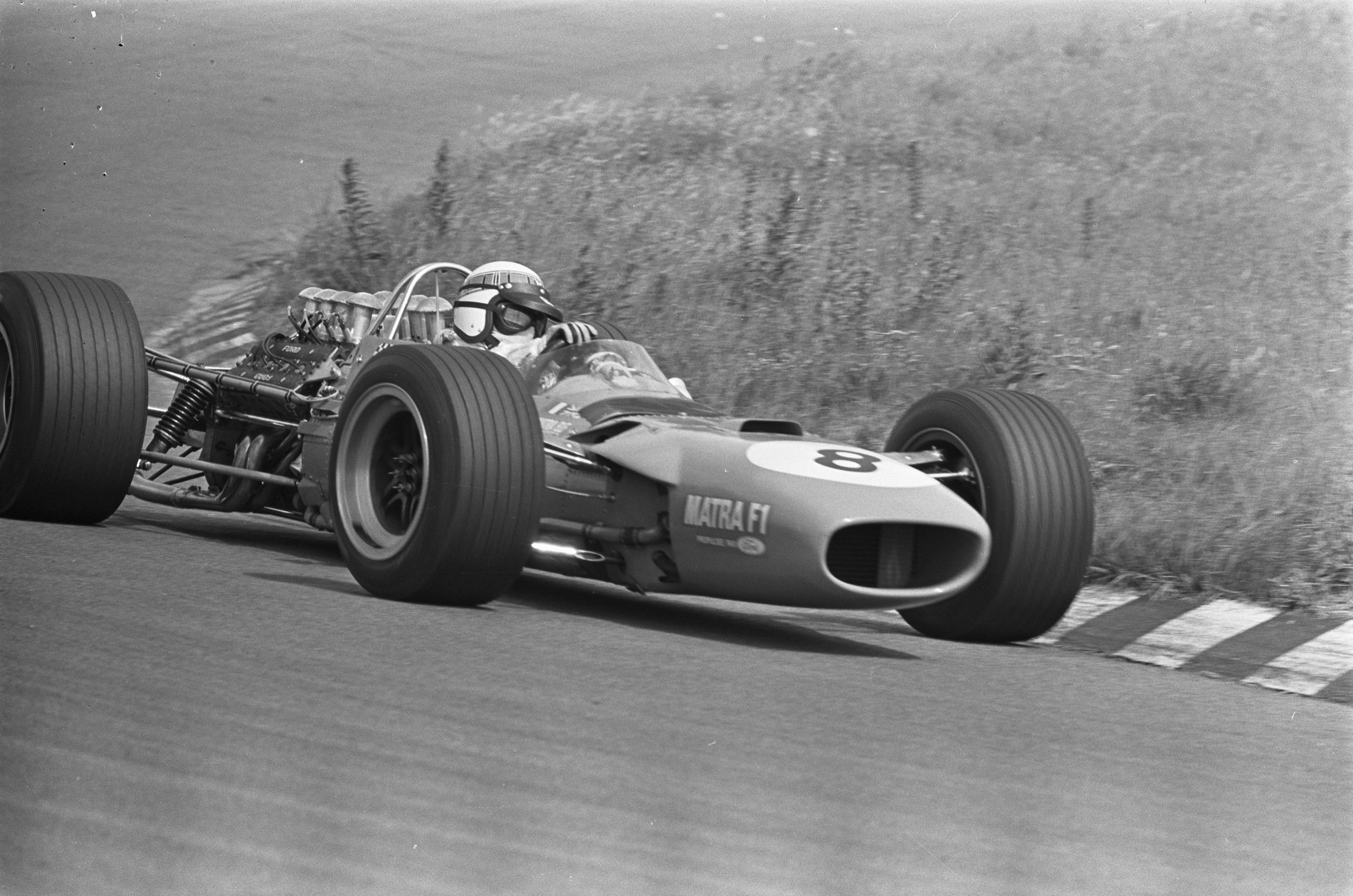
Jackie Stewart au volant de la Matra MS10. Blessé à l'avant-bras deux semaines avant le GP d'Espagne, le pilote écossais a été remplacé par Jean-Pierre Beltoise.

Le Reg Parnell Racing aligne la P126 utilisée par Rodríguez lors de la série Tasmane, reconditionnée en F1 et sur laquelle ont été adaptées des suspensions de P133. Équipée de pneus Goodyear, elle est aux mains de Piers Courage qui, à son volant, avait terminé cinquième du dernier International Trophy. Bernard White avait initialement engagé son ancienne P261 pour David Hobbs mais la voiture n'est pas prête et l'équipe a déclaré forfait.
- McLaren M7A "Usine"

Les nouvelles McLaren M7A à moteur Ford Cosworth ont effectué des débuts tonitruants, Bruce McLaren ayant mené de bout en bout la Course des Champions, Denny Hulme s'étant imposé le mois suivant à l'International Trophy devant son son coéquipier et patron. Pesant 515 kg à vide, les M7A ont adopté le principe du moteur porteur mais, contrairement aux Lotus 49, la suspension arrière fixée sur la boîte de vitesses (une  Hewland FG400) et pas directement sur le bloc V8. Les monoplaces de Hulme et de McLaren sont strictement identiques et chaussées de pneus Goodyear.
- McLaren M5A privée

Joakim Bonnier a racheté en début d'année la McLaren M5A à moteur V12 BRM. Il a disputé la Course des Champions et l'International Trophy à son volant, mais a dû faire face à des problèmes mécaniques qui n'ont pu être réparés à temps pour l'épreuve espagnole et a déclaré forfait.
- Matra MS10 "Usine"

L'équipe Matra Internationale, dirigée par Ken Tyrrell, a amené deux exemplaires de la MS10 à moteur V8 Cosworth. Jackie Stewart, qui s'est blessé à l'avant-bras lors des essais du Grand Prix de Madrid deux semaines plus tôt, a été remplacé par Jean-Pierre Beltoise : le pilote français, en contrat avec Matra Sports, ne dispose pas encore de sa MS11 à moteur V12 et a été libéré pour l'occasion. Pesant 560 kg, la MS10 est dotée d'une structure monocoque, avec moteur porteur. Elle a été nettement améliorée depuis sa première sortie à la Course des Champions, les suspensions ayant été totalement revues, avec de nombreux éléments réalisés en titane. Les Matra ont des pneus Dunlop.

## Coureurs inscrits
| no  | Pilote               | Écurie                      | Constructeur | Modèle         | N° châssis | Moteur               | Pneumatiques |
| --- | -------------------- | --------------------------- | ------------ | -------------- | ---------- | -------------------- | ------------ |
| 1   | Denny Hulme          | Bruce McLaren Motor Racing  | McLaren      | McLaren M7A    | M7A/2      | Ford Cosworth DFV V8 | G            |
| 2   | Bruce McLaren        | Bruce McLaren Motor Racing  | McLaren      | McLaren M7A    | M7A/1      | Ford Cosworth DFV V8 | G            |
| 3   | Jack Brabham         | Brabham Racing Organisation | Brabham      | Brabham BT26   | BT26/1     | Repco 860 V8         | G            |
| 4   | Jochen Rindt         | Brabham Racing Organisation | Brabham      | Brabham BT24   | BT24/3     | Repco 740 V8         | G            |
| 5   | Piers Courage        | Reg Parnell Racing          | BRM          | BRM P126       | P126/01    | BRM P101 V12         | D            |
| 6   | Jean-Pierre Beltoise | Matra International         | Matra        | Matra MS10     | MS10-02    | Ford Cosworth DFV V8 | D            |
| 6T  | Jean-Pierre Beltoise | Matra International         | Matra        | Matra MS10     | MS10-01    | Ford Cosworth DFV V8 | D            |
| 7   | John Surtees         | Honda R&D Company           | Honda        | Honda RA301    | F-801      | Honda RA301E V12     | F            |
| 8   | Mike Spence          | Owen Racing Organisation    | BRM          | BRM P126       | P126/03    | BRM P101 V12         | G            |
| 9   | Pedro Rodríguez      | Owen Racing Organisation    | BRM          | BRM P133       | P133/01    | BRM P101 V12         | G            |
| 9T  | Pedro Rodríguez      | Owen Racing Organisation    | BRM          | BRM P133       | P133/02    | BRM P101 V12         | G            |
| 10  | Graham Hill          | Gold Leaf Team Lotus        | Lotus        | Lotus 49       | 49 R1      | Ford Cosworth DFV V8 | F            |
| 10T | Graham Hill          | Gold Leaf Team Lotus        | Lotus        | Lotus 49B      | 49 R5      | Ford Cosworth DFV V8 | F            |
| 14  | Brian Redman         | Cooper Car Company          | Cooper       | Cooper T86B    | F1-1-68    | BRM P101 V12         | F            |
| 15  | Ludovico Scarfiotti  | Cooper Car Company          | Cooper       | Cooper T86B    | F1-2-68    | BRM P101 V12         | F            |
| 16  | Joseph Siffert       | Rob Walker/Jack Durlacher   | Lotus        | Lotus 49       | 49 R2      | Ford Cosworth DFV V8 | F            |
| 17  | Joakim Bonnier       | Joakim Bonnier Racing Team  | McLaren      | McLaren M5A    | M5A/1      | BRM P101 V12         | G            |
| 19  | Chris Amon           | SpA Ferrari SEFAC           | Ferrari      | Ferrari 312/67 | 312/0007   | Ferrari 242 V12      | F            |
| 19T | Chris Amon           | SpA Ferrari SEFAC           | Ferrari      | Ferrari 312/68 | 312/0011   | Ferrari 242C V12     | F            |
| 20  | David Hobbs          | Bernard White Racing        | BRM          | BRM P261       | 2615       | BRM P60 V8           | G            |
| 21  | Jacky Ickx           | SpA Ferrari SEFAC           | Ferrari      | Ferrari 312/68 | 312/0009   | Ferrari 242C V12     | F            |

- Jacky Ickx était initialement inscrit sous le n°18 ; à la demande de la Scuderia Ferrari, par superstition, le n°18 (porté par Lorenzo Bandini lors de son accident mortel au Grand Prix de Monaco 1967) a été remplacé par le n°21[23].
- La lettre T accolée au numéro désigne la voiture de réserve («Test car», en anglais).

## Qualifications
Trois séances qualificatives sont prévues, le vendredi matin, le vendredi après-midi et la samedi après-midi précédant la course.

### Première séance qualificative - vendredi 10 mai (matin)
Il fait beau mais assez frais lorsque commencent les premiers essais officiels, le vendredi matin. Le transporteur de l'équipe Brabham n'est pas encore arrivé aussi le pilote-constructeur et son coéquipier Jochen Rindt sont-ils sans voiture. Très affecté par la mort de Mike Spence, accidenté trois jours auparavant au volant d'une de ses voitures, Colin Chapman n'a pas fait le déplacement et a demandé à son directeur technique de ne pas utiliser la nouvelle Lotus 49B, amenée sur place mais qui n'a pas encore jamais été testée, et de faire rouler exclusivement le précédent modèle 49. La BRM P126 destinée à Spence ne sortira pas non plus des stands, Pedro Rodríguez utilisant exclusivement le nouveau modèle P133. Il va d'ailleurs se montrer très rapide à son volant, ne tardant pas à faire mieux que le record officiel du circuit en bouclant un tour à 139,1 km/h de moyenne. Cela restera le meilleur temps de la matinée, Graham Hill et sa Lotus échouant à trois dixièmes de seconde du jeune pilote mexicain. Bruce McLaren réalise le troisième temps, à une seconde de Rodríguez, une performance égalée en fin de session par son coéquipier Denny Hulme et par Chris Amon, qui a dû utiliser sa Ferrari de l'an passé car le nouveau modèle allégé n'est pas encore arrivé.

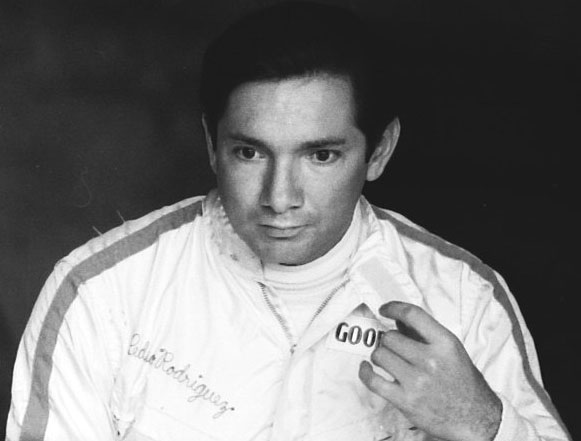
Pedro Rodríguez s'est montré le plus rapide lors de la première séance d'essais.

| Pos. | Pilote               | Écurie       | Temps        | Écart   |
| ---- | -------------------- | ------------ | ------------ | ------- |
| 1    | Pedro Rodríguez      | BRM          | 1 min 28 s 1 |         |
| 2    | Graham Hill          | Lotus-Ford   | 1 min 28 s 4 | + 0 s 3 |
| 3    | Bruce McLaren        | McLaren-Ford | 1 min 28 s 9 | + 0 s 8 |
| 4    | Denny Hulme          | McLaren-Ford | 1 min 29 s 1 | + 1 s 0 |
| 5    | Chris Amon           | Ferrari      | 1 min 29 s 1 | + 1 s 0 |
| 6    | Jean-Pierre Beltoise | Matra-Ford   | 1 min 29 s 8 | + 1 s 7 |
| 7    | John Surtees         | Honda        | 1 min 30 s 0 | + 1 s 9 |
| 8    | Jo Siffert           | Lotus-Ford   | 1 min 30 s 6 | + 2 s 5 |
| 9    | Jacky Ickx           | Ferrari      | 1 min 30 s 7 | + 2 s 6 |
| 10   | Piers Courage        | BRM          | 1 min 33 s 1 | + 5 s 0 |
| 11   | Brian Redman         | Cooper-BRM   | 1 min 33 s 4 | + 5 s 3 |
| 12   | Ludovico Scarfiotti  | Cooper-BRM   | 1 min 34 s 2 | + 6 s 1 |

### Deuxième séance qualificative - vendredi 10 mai (après-midi)
Le temps reste radieux l'après-midi du vendredi et il fait chaud pour la deuxième séance, qui commence à seize heures. Le camion transportant la Brabham BT24 destinée à Rindt est enfin arrivé, mais la nouvelle BT26 devra être expédiée par avion et Jack Brabham ne peut toujors pas rouler. Rodríguez teste sa voiture de réserve, qui se révèle moins performante que celle utilisée le matin. Le Mexicain sera bien loin de ses chronos précédents, qui ne seront toutefois pas battus au cours de la journée. Hulme sera le plus rapide de l'après-midi, à égalité avec Amon, tous deux réalisant 138,8 km/h de moyenne. McLaren n'est pas très loin, précédant de peu la nouvelle Honda de John Surtees. Beltoise, en difficulté avec ses freins, est sorti de la route en début de séance, endommageant la suspension avant de sa Matra, et n'a pu défendre ses chances.

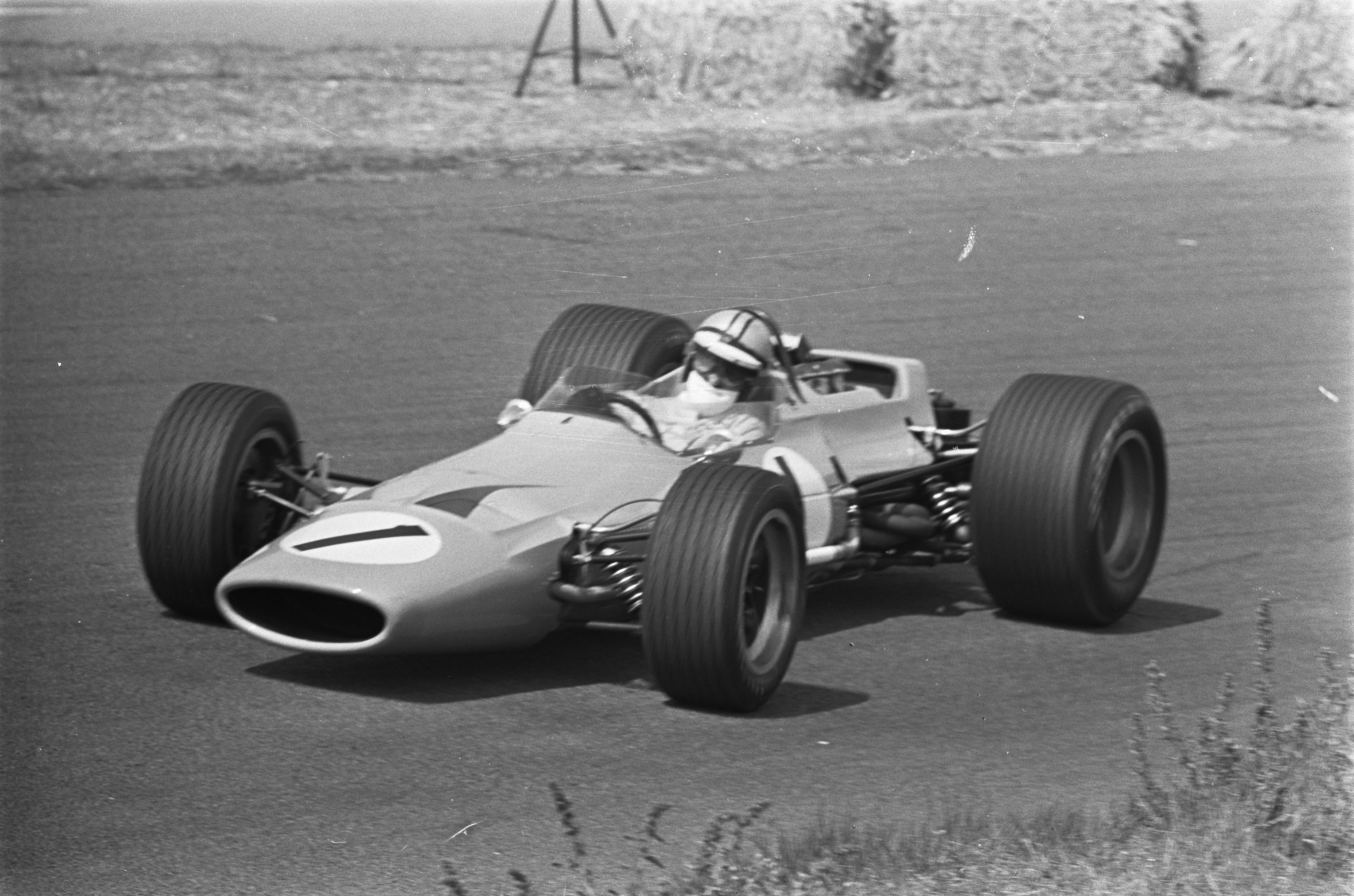
La McLaren M7A de Denny Hulme, meilleur temps de la séance du vendredi après-midi.

| Pos. | Pilote               | Écurie        | Temps        | Écart   |
| ---- | -------------------- | ------------- | ------------ | ------- |
| 1    | Denny Hulme          | McLaren-Ford  | 1 min 28 s 3 |         |
| 2    | Chris Amon           | Ferrari       | 1 min 28 s 3 | + 0 s 0 |
| 3    | Bruce McLaren        | McLaren-Ford  | 1 min 28 s 6 | + 0 s 3 |
| 4    | John Surtees         | Honda         | 1 min 28 s 8 | + 0 s 5 |
| 5    | Jacky Ickx           | Ferrari       | 1 min 29 s 6 | + 1 s 3 |
| 6    | Jochen Rindt         | Brabham-Repco | 1 min 29 s 7 | + 1 s 4 |
| 7    | Pedro Rodríguez      | BRM           | 1 min 29 s 8 | + 1 s 5 |
| 8    | Piers Courage        | BRM           | 1 min 29 s 9 | + 1 s 6 |
| 9    | Graham Hill          | Lotus-Ford    | 1 min 30 s 6 | + 2 s 3 |
| 10   | Jo Siffert           | Lotus-Ford    | 1 min 30 s 9 | + 2 s 6 |
| 11   | Ludovico Scarfiotti  | Cooper-BRM    | 1 min 31 s 4 | + 3 s 1 |
| 12   | Brian Redman         | Cooper-BRM    | 1 min 31 s 5 | + 3 s 2 |
| 13   | Jean-Pierre Beltoise | Matra-Ford    | 1 min 31 s 6 | + 3 s 3 |

### Troisième séance qualificative - samedi 11 mai (après-midi)
Il fait de nouveau beau et chaud pour la dernière séance officielle. La Ferrari allégée n'est toujours pas arrivée et Amon doit une nouvelle fois se rabattre sur le modèle 1967. Le pilote néo-zélandais va cependant dominer la journée et battre de deux dixièmes de seconde le temps réalisé la veille par Rodríguez, décrochant la pole position à 139,4 km/h de moyenne. McLaren, qui a fait équiper les deux voitures de son équipe de réservoirs latéraux, et Beltoise se mettront également en évidence, mais échoueront à quatre dixièmes de seconde de la Ferrari. Hulme n'a tiré aucune amélioration et décidera, contrairement à son coéquipier, de les faire démonter pour la course. Grâce à son temps du vendredi, il s'élancera de l'extérieur de la première ligne, au côté de Rodríguez, McLaren et Beltoise se partageant la deuxième ligne. Ayant pu enfin disposer de sa nouvelle BT26, Brabham n'a pu effectuer que quelques tours à son volant avant qu'un siège de soupape ne casse. Faute de moteur de rechange, il doit déclarer forfait pour la course. McLaren, qui suivait l'Australien au moment où son moteur a aspergé la piste d'huile sur une zone de freinage n'a pu négocier le virage suivant et a endommagé l'avant de sa voiture contre le grillage de protection. Les dégâts seront cependant réparés à temps pour l'épreuve du lendemain. 
| Pos. | Pilote               | Écurie        | Temps        | Écart    |
| ---- | -------------------- | ------------- | ------------ | -------- |
| 1    | Chris Amon           | Ferrari       | 1 min 27 s 9 |          |
| 2    | Bruce McLaren        | McLaren-Ford  | 1 min 28 s 3 | + 0 s 4  |
| 3    | Jean-Pierre Beltoise | Matra-Ford    | 1 min 28 s 3 | + 0 s 4  |
| 4    | Graham Hill          | Lotus-Ford    | 1 min 28 s 7 | + 0 s 8  |
| 5    | Pedro Rodríguez      | BRM           | 1 min 28 s 8 | + 0 s 9  |
| 6    | John Surtees         | Honda         | 1 min 29 s 0 | + 1 s 1  |
| 7    | Denny Hulme          | McLaren-Ford  | 1 min 29 s 1 | + 1 s 2  |
| 8    | Jochen Rindt         | Brabham-Repco | 1 min 29 s 7 | + 1 s 8  |
| 9    | Jo Siffert           | Lotus-Ford    | 1 min 29 s 7 | + 1 s 8  |
| 10   | Piers Courage        | BRM           | 1 min 29 s 9 | + 2 s 0  |
| 11   | Ludovico Scarfiotti  | Cooper-BRM    | 1 min 30 s 8 | + 2 s 9  |
| 12   | Brian Redman         | Cooper-BRM    | 1 min 31 s 0 | + 3 s 1  |
| 13   | Jacky Ickx           | Ferrari       | 1 min 32 s 8 | + 4 s 9  |
| 14   | Jack Brabham         | Brabham-Repco | 1 min 44 s 2 | + 16 s 3 |

### Tableau final des qualifications
| Pos. | Pilote               | Écurie        | Temps        | Écart    | Commentaire                          |
| ---- | -------------------- | ------------- | ------------ | -------- | ------------------------------------ |
| 1    | Chris Amon           | Ferrari       | 1 min 27 s 9 |          | temps réalisé le samedi après-midi   |
| 2    | Pedro Rodríguez      | BRM           | 1 min 28 s 1 | + 0 s 2  | temps réalisé le vendredi matin      |
| 3    | Denny Hulme          | McLaren-Ford  | 1 min 28 s 3 | + 0 s 4  | temps réalisé le vendredi après-midi |
| 4    | Bruce McLaren        | McLaren-Ford  | 1 min 28 s 3 | + 0 s 4  | temps réalisé le samedi après-midi   |
| 5    | Jean-Pierre Beltoise | Matra-Ford    | 1 min 28 s 3 | + 0 s 4  | temps réalisé le samedi après-midi   |
| 6    | Graham Hill          | Lotus-Ford    | 1 min 28 s 4 | + 0 s 5  | temps réalisé le vendredi matin      |
| 7    | John Surtees         | Honda         | 1 min 28 s 8 | + 0 s 9  | temps réalisé le vendredi après-midi |
| 8    | Jacky Ickx           | Ferrari       | 1 min 29 s 6 | + 1 s 7  | temps réalisé le vendredi après-midi |
| 9    | Jochen Rindt         | Brabham-Repco | 1 min 29 s 7 | + 1 s 8  | temps réalisé le vendredi après-midi |
| 10   | Jo Siffert           | Lotus-Ford    | 1 min 29 s 7 | + 1 s 8  | temps réalisé le samedi après-midi   |
| 11   | Piers Courage        | BRM           | 1 min 29 s 9 | + 2 s 0  | temps réalisé le vendredi après-midi |
| 12   | Ludovico Scarfiotti  | Cooper-BRM    | 1 min 30 s 8 | + 2 s 9  | temps réalisé le samedi après-midi   |
| 13   | Brian Redman         | Cooper-BRM    | 1 min 31 s 0 | + 3 s 1  | temps réalisé le samedi après-midi   |
| 14   | Jack Brabham         | Brabham-Repco | 1 min 44 s 2 | + 16 s 3 | temps réalisé le samedi après-midi   |

## Grille de départ

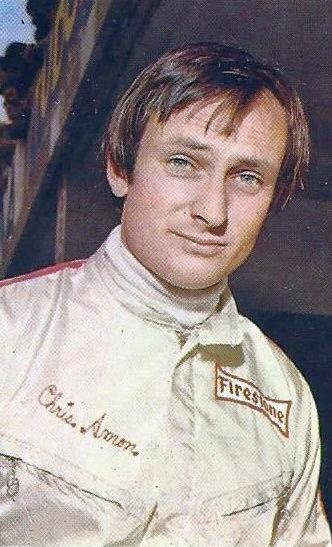
S'étant montré le plus rapide à l'issue des trois séances qualificatives, Chris Amon s'élancera en pole position.

| 1re ligne | Pos. 3                     |                             | Pos. 2                         |                            | Pos. 1                     |
|           | Hulme McLaren 1 min 28 s 3 |                             | Rodríguez BRM 1 min 28 s 1     |                            | Amon Ferrari 1 min 27 s 9  |
| 2e ligne  |                            | Pos. 5                      |                                | Pos. 4                     |                            |
|           |                            | Beltoise Matra 1 min 28 s 3 |                                | McLaren 1 min 28 s 3       |                            |
| 3e ligne  | Pos. 8                     |                             | Pos. 7                         |                            | Pos. 6                     |
|           | Ickx Ferrari 1 min 29 s 6  |                             | Surtees Honda 1 min 28 s 8     |                            | G. Hill Lotus 1 min 28 s 4 |
| 4e ligne  |                            | Pos. 10                     |                                | Pos. 9                     |                            |
|           |                            | Siffert Lotus 1 min 29 s 7  |                                | Rindt Brabham 1 min 29 s 7 |                            |
| 5e ligne  | Pos. 13                    |                             | Pos. 12                        |                            | Pos. 11                    |
|           | Redman Cooper 1 min 31 s 0 |                             | Scarfiotti Cooper 1 min 30 s 8 |                            | Courage BRM 1 min 29 s 9   |

## Déroulement de la course

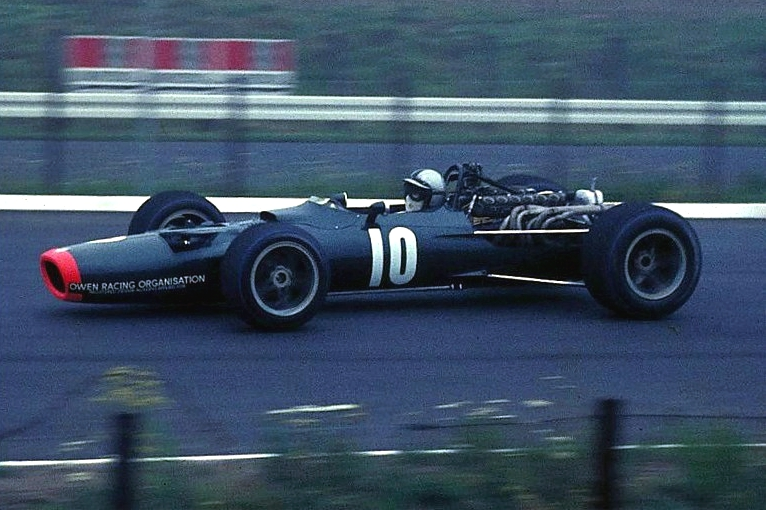
La BRM P133 de Pedro Rodríguez, premier leader de la course.

Le départ de la course est donné le dimanche midi, sous un soleil ardent, devant un public clairsemé. Le nombre de spectateurs est estimé à environ 20 000 spectateurs. Au volant de sa BRM, Pedro Rodríguez anticipe le signal et prend la tête. Jean-Pierre Beltoise (Matra) parvient à prendre sa roue, débordant la Ferrari de Chris Amon et la McLaren de Denny Hulme placées devant lui, alors que la Lotus de Graham Hill patine sur une zone poussiéreuse, le pilote britannique perdant plusieurs secondes. La Brabham de Jochen Rindt, dont le moteur vient d'être remplacé, n'est pas encore en marche et il s'élancera bon dernier avec une dizaine de secondes de retard. Rodríguez repasse le premier devant les stands, suivi de près par Beltoise et Amon. Viennent ensuite les deux McLaren, qui encadrent la Honda de John Surtees. Septième, Hill mène un petit groupe comprenant la Lotus de Joseph Siffert et la Ferrari de Jacky Ickx. Le trio de tête va se détacher peu à peu du reste du peloton, maintenant emmené par Surtees qui a dépassé Hulme. Rindt est le plus rapide en piste ; il a entamé une impressionnante remontée et, à la fin du troisième tour, se trouve déjà dans les roues de Ludovico Scarfiotti (Cooper), venant de dépasser l'autre Cooper, pilotée par Brian Redman qui ferme désormais la marche. Deux tours plus tard, le spectaculaire pilote autrichien est dixième, ayant facilement doublé Scarfiotti et Ickx, qui a des ennuis de moteur. Rodríguez compte alors environ deux secondes d'avance sur Beltoise et Amon, en passe d'être rejoints par Hulme qui a repris l'avantage sur Surtees, ce dernier commençant à être en difficulté avec ses freins. Beltoise va se détacher légèrement d'Amon et revenir peu à peu sur Rodríguez. À la fin du dixième tour, la Matra n'est plus qu'à une demi-seconde de la BRM, la Ferrari venant une seconde plus loin. Toujours quatrième, Hulme, à près de quatre secondes du leader, est sur le point d'être rattrapé par Hill, sur qui Surtees et McLaren perdent régulièrement du terrain. Rindt, neuvième, s'est encore rapproché mais un problème de pression d'huile va mettre un terme à sa belle prestation. Au passage suivant, Rodríguez et Beltoise passent roues dans roues devant les tribunes . Au bout de la ligne droite, le pilote français déboîte et va retarder au maximum son freinage pour virer en tête dans la courbe Nuvolari. Il parvient à creuser un léger écart sur son adversaire, qui se fait peu après doubler par Amon. À la fin du quinzième tour, Beltoise possède une seconde et demie d'avance sur la Ferrari mais il est alors rappelé à son stand, son moteur perdant de l'huile. Alors qu'on tente de localiser la fuite, Amon et Rodríguez sont passés en tête, devançant de quelques secondes la Lotus de Hill, Hulme venant un peu plus loin. Beltoise est reparti avec près de deux tours de retard mais la Matra fume toujours beaucoup et il va effectuer un nouvel arrêt afin de faire changer le joint de filtre à huile, une réparation qui va cette fois lui coûter une douzaine de minutes !

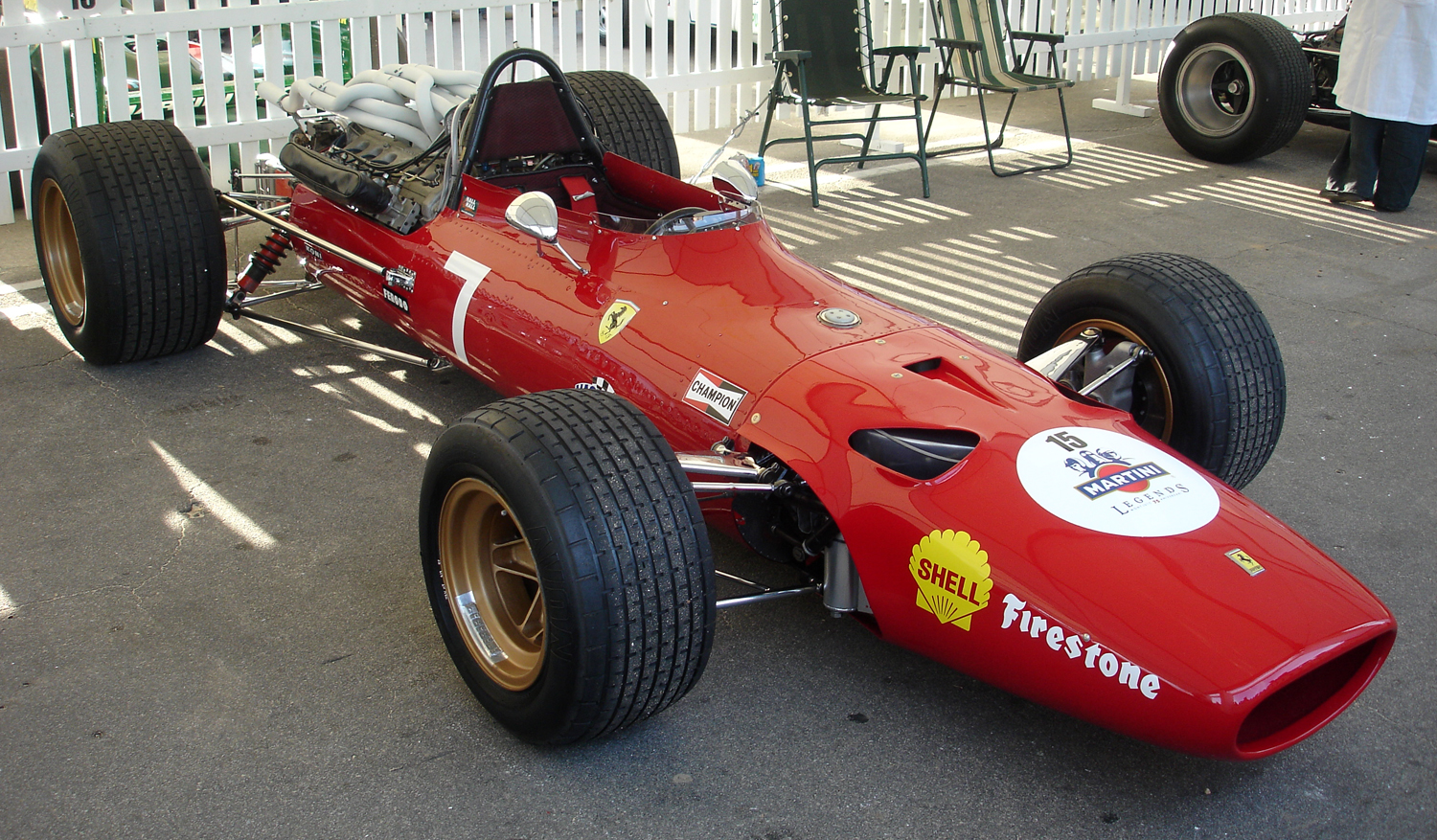
Une Ferrari 312/67 semblable à celle de Chris Amon. Le pilote néo-zélandais s'était forgé une avance de plus de vingt secondes avant d'être trahi par sa pompe à essence.

Devant, Amon et Rodríguez bataillent ferme, le pilote Ferrari conservant l'avantage. Hill n'est qu'à trois secondes, Hulme à sept. Cinquième, Surtees, malgré ses problèmes de freins, se maintient devant McLaren, qui semble mécontent du comportement de sa voiture et ne parvient pas à rattraper la Honda. Isolé en septième position, Siffert accuse déjà plus d'une demi-minute de retard, les deux Cooper de Scarfiotti et Redman, qui roulent de concert, étant loin derrière. Alors qu'on s'approche du tiers de la course Rodríguez, qui roulait à une seconde d'Amon, dérape sur une flaque d'huile et sort de la piste, la BRM venant s'encastrer dans un filet de protection, sans mal pour son pilote. Désormais seul en tête, Amon ne compte toutefois que sept secondes et demie d'avance sur Hill, lui-même quatre secondes devant Hulme. Hill perd cependant du terrain et Hulme revient bientôt dans son sillage. Gêné par une fuite de carburant à l'intérieur du cockpit, Siffert a dû s'arrêter à son stand et a désormais plus d'un tour de retard. Tandis qu'Amon creuse progressivement l'écart, la bataille fait rage pour la deuxième place mais Hill parvient à conserver l'avantage sur le champion du monde avant de reprendre peu à peu du champ. À la mi-course, la Ferrari caracole toujours en tête, avec désormais dix-sept secondes d'avance sur Hill et vingt-trois sur Hulme. Quatrième, Surtees est à plus de quarante secondes du leader tandis que le retard de McLaren, cinquième, approche la minute. Toujours groupés, Scarfiotti et Redman sont respectivement sixième et septième, avec plus d'un tour de retard. L'homme le plus rapide en piste est Beltoise, dixième et dernier du classement, dont la voiture fonctionne parfaitement mais qui accuse neuf tours de retard et ne peut compter que sur les abandons pour gagner des places. Le pilote Matra va s'approprier le meilleur tour à 138,8 km/h de moyenne. L'écart entre les deux premiers est alors de vingt-deux secondes et nul ne semble en mesure de menacer Amon lorsque la Ferrari s'immobilise sur le bord de la piste, un fusible de pompe à essence ayant claqué. Hill se retrouve en tête, avec cinq secondes d'avance sur Hulme et vingt-trois sur Surtees. Quatrième, McLaren est à une demi-minute de la Honda. Toujours en formation serrée, Scarfiotti et Redman sont à plus d'un tour, les deux autres concurrents encore en course (Siffert et Beltoise) étant très attardés. Sentant la victoire à sa portée, Hulme attaque et en quelques tours revient dans les roues de Hill, mais ses tentatives pour dépasser le Britannique échoueront. La lutte entre les deux hommes va cependant rester très intense jusqu'à quinze tours de l'arrivée, le champion du monde commençant alors à céder un peu de terrain à cause d'un problème de boîte de vitesses, le pignon de seconde étant défectueux. Surtees vient d'abandonner, sélecteur de vitesses hors d'usage. McLaren, qui compte plus d'un tour de retard, hérite de la troisième place, mais n'en profite pas longtemps, une importante fuite d'huile le contraignant à l'abandon. Débarrassé de toute menace, Hill va contrôler la course jusqu'à l'arrivée, qu'il franchit avec plus de quinze secondes d'avance sur Hulme. Redman, qui aux deux tiers de l'épreuve avait pris l'avantage sur son coéquipier Scarfiotti, complète le podium, les deux Cooper terminant groupées avec un tour et demi de retard. Beltoise a mené sa Matra jusqu'au bout et se classe cinquième et dernier, malgré ses neuf tours de handicap.

### Classements intermédiaires
Classements intermédiaires des monoplaces aux premier, troisième, cinquième, dixième, douzième, quinzième, vingtième, vingt-cinquième, trentième, quarantième, cinquantième, soixantième, soixante-dixième et quatre-vingtième tours,.

### Classement de la course

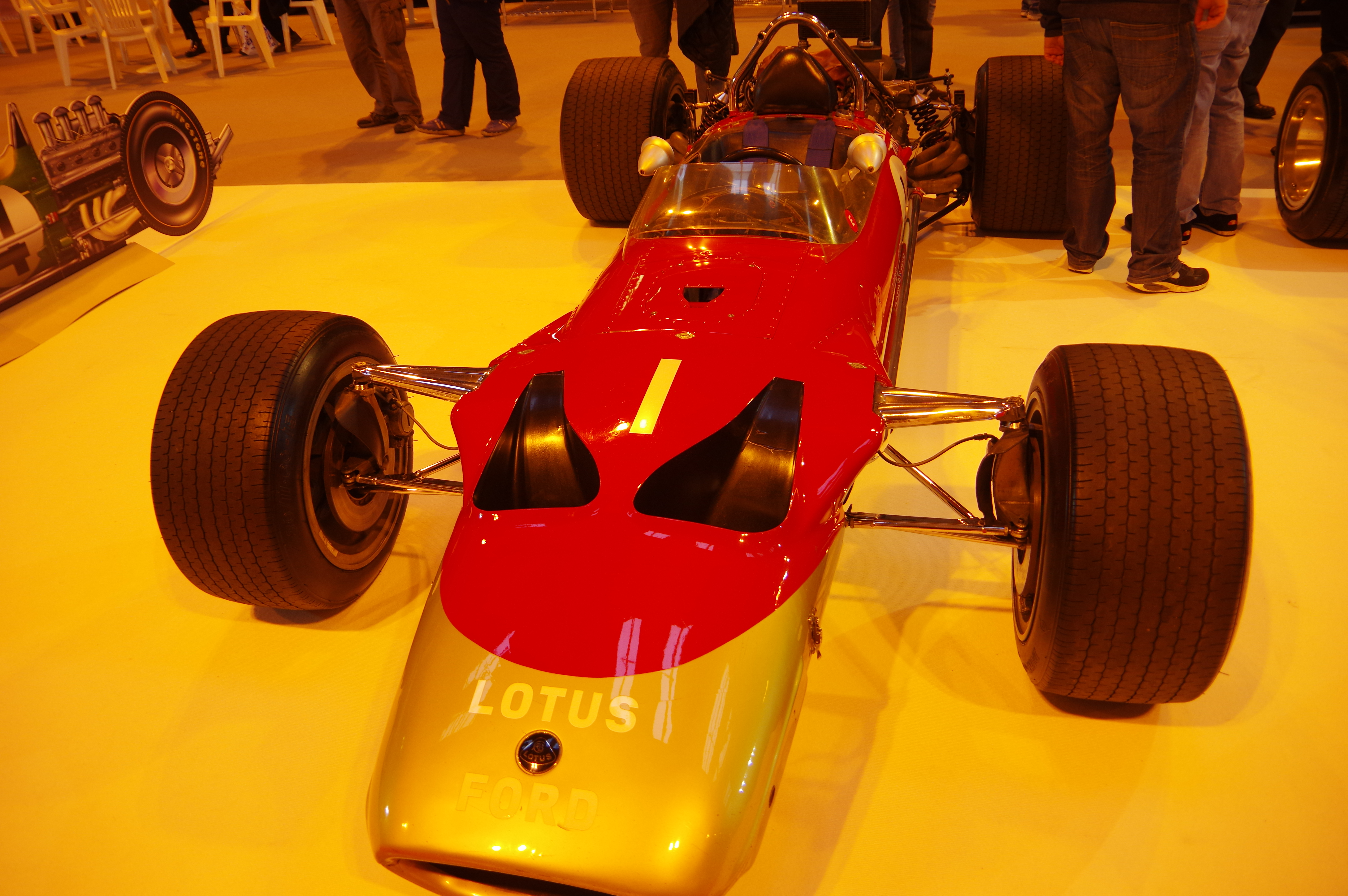
Une Lotus 49 semblable à la voiture victorieuse de Graham Hill.

| Pos  | N° | Pilote               | Écurie        | Tours | Temps/Abandon                 | Grille | Points |
| ---- | -- | -------------------- | ------------- | ----- | ----------------------------- | ------ | ------ |
| 1    | 10 | Graham Hill          | Lotus-Ford    | 90    | 2 h 15 min 20 s 1             | 6      | 9      |
| 2    | 1  | Denny Hulme          | McLaren-Ford  | 90    | 2 h 15 min 36 s 0 (+ 15 s 9)  | 3      | 6      |
| 3    | 14 | Brian Redman         | Cooper-BRM    | 89    | 2 h 16 min 03 s 6 (+ 1 tour)  | 13     | 4      |
| 4    | 15 | Ludovico Scarfiotti  | Cooper-BRM    | 89    | 2 h 16 min 03 s 9 (+ 1 tour)  | 12     | 3      |
| 5    | 6  | Jean-Pierre Beltoise | Matra-Ford    | 81    | 2 h 16 min 36 s 9 (+ 9 tours) | 5      | 2      |
| Abd. | 2  | Bruce McLaren        | McLaren-Ford  | 77    | Fuite d'huile                 | 4      |        |
| Abd. | 7  | John Surtees         | Honda         | 74    | Boîte de vitesses             | 7      |        |
| Abd. | 16 | Jo Siffert           | Lotus-Ford    | 62    | Transmission                  | 10     |        |
| Abd. | 19 | Chris Amon           | Ferrari       | 57    | Pompe à essence               | 1      |        |
| Abd. | 5  | Piers Courage        | BRM           | 52    | Pompe à essence               | 11     |        |
| Abd. | 9  | Pedro Rodríguez      | BRM           | 27    | Accident                      | 2      |        |
| Abd. | 21 | Jacky Ickx           | Ferrari       | 13    | Allumage                      | 8      |        |
| Abd. | 4  | Jochen Rindt         | Brabham-Repco | 10    | Pression d'huile              | 9      |        |
| Np.  | 3  | Jack Brabham         | Brabham-Repco |       | Moteur                        |        |        |

- Légende : Abd.=Abandon

### Pole position et record du tour
- Pole position :  Chris Amon (Ferrari) en 1 min 27 s 9 (vitesse moyenne : 139,413 km/h). Temps réalisé lors de la séance d'essais du samedi 11 mai[25].
- Meilleur tour en course :  Jean-Pierre Beltoise (Matra) en 1 min 28 s 3 (vitesse moyenne : 138,781 km/h) au quarante-septième tour. Le record officiel de la piste reste celui réalisé deux semaines auparavant par Jean-Pierre Beltoise lors du Grand Prix de Madrid 1968 : sur sa Matra F2, il avait accompli un tour en 1 min 28 s 2 (vitesse moyenne : 138,939 km/h)[7].

#### Évolution du meilleur tour en course
Le meilleur tour fut amélioré six fois au cours de l'épreuve.

### Tours en tête
- Pedro Rodriguez : 11 tours (1-11)
- Jean-Pierre Beltoise : 4 tours (12-15)
- Chris Amon : 42  tours (16-57)
- Graham Hill : 33 tours (58-90)

## Classement général à l'issue de la course
- Attribution des points : 9, 6, 4, 3, 2, 1 respectivement aux six premiers de chaque épreuve.
- Pour la coupe des constructeurs, même barème et seule la voiture la mieux classée de chaque équipe inscrit des points.
- Le championnat est divisé en deux demi-saisons, seuls les cinq meilleurs résultats (sur six épreuves) étant retenus pour chaque partie[25].

| Pos. | Pilote               | Écurie  | Points | AFS | ESP | MON | BEL | NL | FRA | 1re ½ saison | GBR | ALL | ITA | CAN | USA | MEX | 2e ½ saison |
| ---- | -------------------- | ------- | ------ | --- | --- | --- | --- | -- | --- | ------------ | --- | --- | --- | --- | --- | --- | ----------- |
| 1    | Graham Hill          | Lotus   | 15     | 6   | 9   |     |     |    |     | 15           |     |     |     |     |     |     |             |
| 2    | Jim Clark            | Lotus   | 9      | 9   | -   |     |     |    |     | 9            |     |     |     |     |     |     |             |
| 3    | Denny Hulme          | McLaren | 8      | 2   | 6   |     |     |    |     | 8            |     |     |     |     |     |     |             |
| 4    | Jochen Rindt         | Brabham | 4      | 4   | -   |     |     |    |     | 4            |     |     |     |     |     |     |             |
|      | Brian Redman         | Cooper  | 4      | -   | 4   |     |     |    |     | 4            |     |     |     |     |     |     |             |
| 6    | Chris Amon           | Ferrari | 3      | 3   | -   |     |     |    |     | 3            |     |     |     |     |     |     |             |
|      | Ludovico Scarfiotti  | Cooper  | 3      | -   | 3   |     |     |    |     | 3            |     |     |     |     |     |     |             |
|      | Jean-Pierre Beltoise | Matra   | 3      | 1   | 2   |     |     |    |     | 3            |     |     |     |     |     |     |             |

| Pos. | Écurie        | Points | AFS | ESP | MON | BEL | NL | FRA | 1re ½ saison | GBR | ALL | ITA | CAN | USA | MEX | 2e ½ saison |
| ---- | ------------- | ------ | --- | --- | --- | --- | -- | --- | ------------ | --- | --- | --- | --- | --- | --- | ----------- |
| 1    | Lotus-Ford    | 18     | 9   | 9   |     |     |    |     | 18           |     |     |     |     |     |     |             |
| 2    | McLaren-Ford  | 6      | -   | 6   |     |     |    |     | 6            |     |     |     |     |     |     |             |
| 3    | Brabham-Repco | 4      | 4   | -   |     |     |    |     | 4            |     |     |     |     |     |     |             |
|      | Cooper-BRM    | 4      | -   | 4   |     |     |    |     | 4            |     |     |     |     |     |     |             |
| 5    | Ferrari       | 3      | 3   | -   |     |     |    |     | 3            |     |     |     |     |     |     |             |
|      | Matra-Ford    | 3      | 1   | 2   |     |     |    |     | 3            |     |     |     |     |     |     |             |
| 7    | McLaren-BRM   | 2      | 2   | -   |     |     |    |     | 2            |     |     |     |     |     |     |             |

## À noter
- 11e victoire en championnat du monde pour Graham Hill.
- 31e victoire en championnat du monde pour Lotus en tant que constructeur.
- 6e victoire en championnat du monde pour Ford Cosworth en tant que motoriste.